# Aranypók

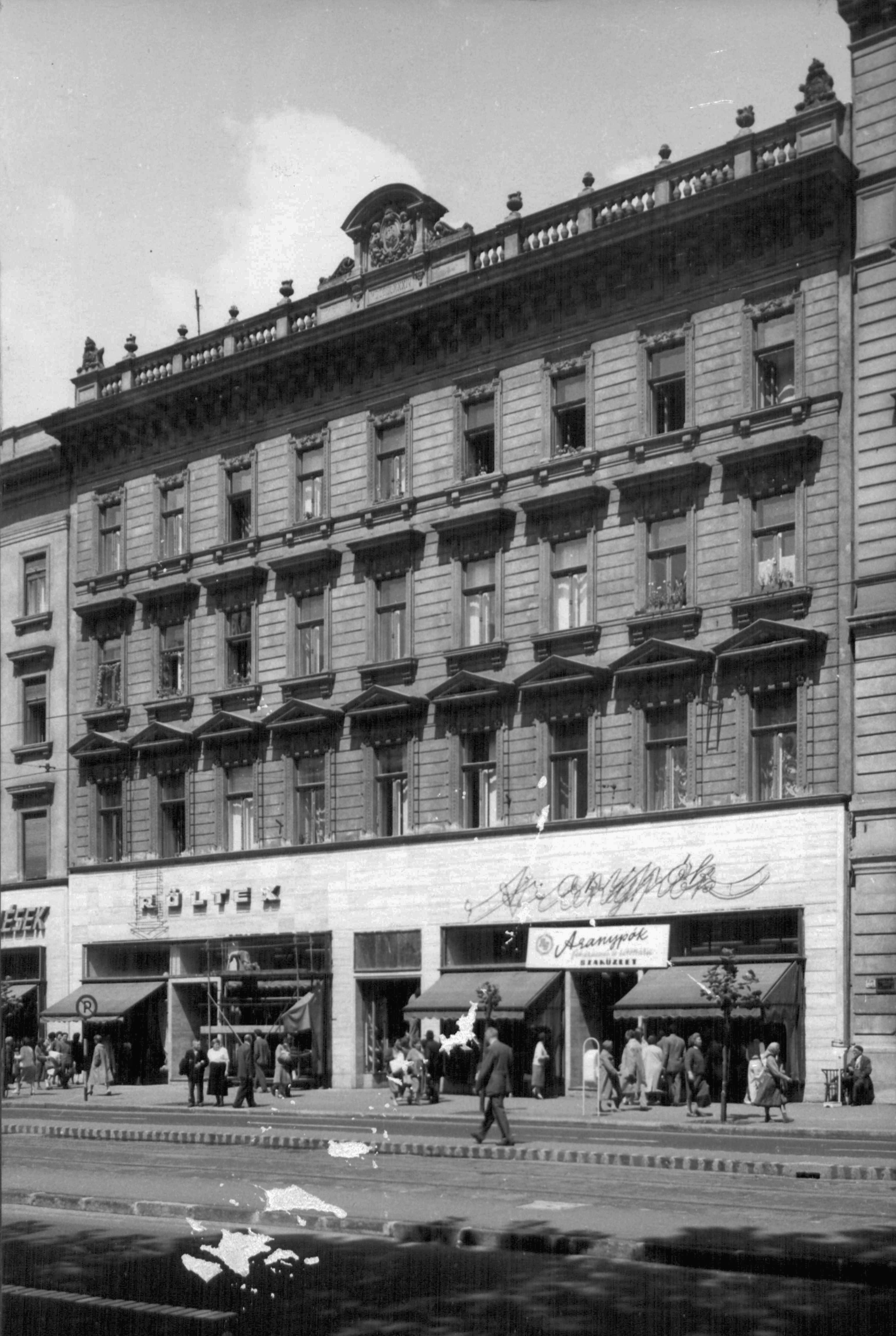
Aranypók-üzlet a Rákóczi út 26. alatt

Az Aranypók márkanév  1973-tól egy ruházati kis- és nagykereskedelemmel foglalkozó állami vállalat nevével, majd 1991 után egy részvénytársasággal (Rt., ma Zrt.) kapcsolódott össze.

## Székhelye
1115 Budapest, Tétényi út 3/C. (korábban: Budapest, Gizella út 24, 1143; 1051 Budapest,  Sas utca 1.)

## Az Aranypók ábrás védjegy
Az Aranypók pókot és pókhálót ábrázoló ábrás védjegyét 1967. március 10-én jelentették be Magyarországon. Árujegyzéke: 25. áruosztály: férfi-, női kötöttáru, alsó fehérnemű, harisnya.
A védjegy európai uniós bejelentéséhez igényelték a magyar nemzeti védjegy (lajstromszáma: 119 191) szenioritását.

## Története
A vállalatot a Budapest lexikon szerint 1950-ben a Népgazdasági Tanács alapította ARTEX Nemzeti Vállalat néven. Ezzel szemben a Népszava cikke szerint az Aranypók jogelődje 1951. május 18-án alakult ATEX Nemzeti Vállalat néven.
Neve 1962-ben Fővárosi Divatáru Kiskereskedelmi Vállalat, 1973. július 1-jétől  Aranypók Divatáru Kiskereskedelmi Vállalat, majd 1982-től  Aranypók Kereskedelmi Vállalat  lett. Ez a vállalat 1990-ben megszűnt.

„Az Aranypók Kereskedelmi Vállalat 1991. december 31-én alakult át többségi dolgozói tulajdonú részvénytársasággá 389,44 millió forint alaptőkével. A társaság dolgozói az országban elsőként alakították meg az MRP-szervezetet, amely az átalakulás után a részvények 48 százalékát birtokolta. Az Állami Vagyonügynökség (ÁVÜ) tulajdonában lévő 10 százalékos részvénycsomag 1994 nyarán kárpótlási jegy ellenében kisbefektetôkhöz került. Ezzel egy időben a részvénytársaság alaptőke-emelést hajtott végre nyilvános kibocsátás keretében, amelynek következtében az alapítói vagyon 430 millió forintra nôtt.”

Az állami vállalat általános jogutódja ennélfogva az Állami Vagyonügynökség és a Budapest Bank  által 1991-ben alapított Aranypók Kereskedelmi Rt.  lett. (Székhelye: 1115 Budapest, Tétényi út 3/C). 1991-ben 33 boltja volt. Ezek közül 18-at árverésre bocsátottak.
Az Rt.-t 1994-ben vezették be a Budapesti Értéktőzsdére, majd 2001 júliusában vezették ki onnan. 
A cég 2001. decemberi közgyűlésének döntése nyomán az Rt. neve a zártkörűséget jelző  Aranypók Kereskedelmi Zrt.-re változott. (Rövid neve Aranypók Zrt.) Székhelye: 1115 Budapest, Tétényi út 3/C.

## Reklámozása
Az Aranypók márka reklámozása a rendszerváltozás előtti korszakban a legsikeresebbek között volt. A reklámokon megjelenő modellek voltak többek közt: Bíró Ica, Sárdi Márta, Bozzay Margit és Marjai Judit. Rábaközi Andreának az Aranypók fehérneműket reklámozó első reklámfilmje díjnyertes lett.

## Tevékenységi köre
Ruházati kis- és nagykereskedelem